# Ocean Hill (Brooklyn)
Ocean Hill é uma subseção de Bedford-Stuyvesant na cidade de Nova York, no bairro de Brooklyn. O bairro tem uma comunidade diversificada, com um grande número de afro-americanos, e um pequeno número de caribenhos e latino-americanos.